# سلطان المزاحي
سلطان بن أحمد سلامة بن إسماعيل أبو العزائم المزَّاحي المصري الأزهري الشافعي (985- 1075هـ / 1577-1665م) محدث ومقرئ، كان شيخ الإقراء بالقاهرة.

## حياته العلمية
حفظ القرآن الكريم وأتقنه، ثم تلقى علم القراءات العشر من الشاطبية والدرة والطيبة، وتلقى العلوم الدينية وجد واجتهد حتى أصبح من العلماء البارزين واشتغل بالعلوم العقلية علي شيوخ كثيرين ينيفون علي ثلاثين، وأجيز بالإفتاء والتدريس عام 1008هـ ثمانية وألف من الهجرة، وتصدر بالأزهر للتدريس، فكان يجلس في كل يوم مجلسًا يقرئ فيه الفقه إلى قبيل الظهر، وبقية أوقاته موزعة لقراءة غيره من العلوم، وانتفع الناس بمجلسة وبركة دعائه وطهارة أنفاسه وصدق نيته وصفاء ظاهره وباطنه وموافقة قوله لعمله.
كانَ يقول: مَنْ أَرَادَ أن يصير عَالمًا فليحضر درسي؛ وذلك لأنه كان في كل سنة يختم نحو عشرة كُتب في علوم عديدة يُقرؤها قراءَة مفيدة، وكان يختمُ المنهج مع شرحه لشيخ الإسلام زكريّا الأنصاري في ثمانية أشهر في الجامع الأزهر، وله حاشية عليه. 
وكان بيته بعيدًا من الجامع الأزهر بقرب باب زويلة، ومع ذلك يأتي إلى الأزهر من أول ثلث الليل الأخير، فيستمر يصلي إلى طلوع الفجر، ثم يصلي الصبح إمامًا بالناس ويجلس بعد صلاة الصبح إلى طلوع الشمس لإقراء القرآن من طريق الشاطبية والدرة والطيبة، ثم يذهب إلى فسقية الجامع فيتوضأ ويصلي ويجلس للتدريس إلى قرب الظهر، هذا دأبه كل يوم ولم يره أحد يصلي قاعدًا مع كبر سنه وضعفه. وكان شيخ الإقراء بالقاهرة. 

## شيوخه
تتلمذ الشيخ على عدة شيوخ في القراءات والحديث والفقه وكذلك في العلوم العقلية وهم: 
1 - الشيخ الإِمام المقرئ سيف الدين بن عطاء الله الفضالي، قرأ عليه القرآن الكريم بالرواياتوالقراءات العشر الصغرى والكبرى.
وفي الحديث والفقه:
2 - النور الزيادي.
3 - سالم الشبشيري.
4 - أحد خليل السبكي.
5 - حجازي الواعظ.
6 - محمد القصري تلميذ الشمس محمد الشربيني الخطيب. وغيرهم.

## تلاميذه
أخذ عن الشيخ جمع كثير من العلماء المحققين منهم:
1 - العلامة علي الشبراملسي.
2 - عبد القادر الصفوري الدمشقي.
3 - محمَّد الخباز البطنيني الدمشقي.
4 - منصور الطوخي.
5 - محمَّد البقري.
6 - محمَّد بن خليفة الشوبري.
7 - إبراهيم المرحومي.
8 - السيد أحمد الحموي.
9 - عثمان النحراوي.
10 - شاهين الأرمناوي.
11 - محمَّد البهوتي.
12 - عبد الباقي الزرقاني المالكي.
13 - أحمد البشبيشي.
يقول الإمام المحبي: وغيرهم ممن لا يحصى كثرة، وجميع فقهاء الشافعية بمصر في عصرنا لم يأخذوا الفقه إلا عنه.

## مؤلفاته
من كتبه:
1. حاشية على شرح المنهاج لزكريا الأنصاري في فروع الفقه الشافعي.

1. كتاب في القراءات الأربع الزائدة على العشر من طريق القباقبي.

1. الجوهر المصون في جمع الأوجه من {الضُّحَى} إلى قوله تعالى {وَأُولَٰئِكَ هُمُ الْمُفْلِحُونَ}.

1. مسائل وأجوبتها.

1. أجوبة عن أسئلة وردت إليه في القراءات.

1. رسالة في أجوبة المسائل العشرين التي رفعها بعض المقرئين.

## ثناء العلماء عليه
قال عنه والد الإمام المحبّي فضل الله: شيخ القراء بالقاهرة على الإطلاق، ومرجع الفقهاء بالاتفاق، رافع لواء مذهب الإمام محمد بن إدريس الهمام، من حظه في العلوم موفور، وسعيه فيها مشكور، ومعول عليه في منقولها، ومُطَّلِعُ على فروعها وأصولها، منهج الطلاب وقدوة أرباب الفرائض والحساب، لم يغادر من قواعد كبيرة ولا صغيرة إلا أحصاها، ولم يدع من مسائله جليلة ولا حقيرة إلا استولى عليها وحواها، قد رجع علماء العصر إلى مقاله وعالهم بموائد فوائده فأصبحوا في هذا الفن من عياله ولا غرو فإنه الآن لعلماء الأزهر سلطان. 
ويقول الإمام المحبّي: إمام الأئمة وبحر العلوم وسيد الفقهاء، وخاتمة الحفاظ والقراء فريد العصر وقدوة الأنام وعلامة الزمان الورع العابد الزاهد الناسك الصوام القوام.
ويقول العلامة الزركلي: فاضل، كان شيخ الإقراء بالقاهرة.

## وفاته
توفي ليلة الأربعاء في 17/ 6/ 1075هـ السابع عشر من شهر جمادي الآخرة عام خمسة وسبعين وألف من الهجرة.
وتقدم للصلاة عليه الشمس البابلي، ودفن بتربة المجاورين.